# توني تايلور (كرة سلة)
توني تايلور (بالإنجليزية: Tony Taylor)‏ مواليد 9 أغسطس 1990 في سليبي هالو، هو لاعب كرة سلة أمريكي. بدأ مسيرته الاحترافية في سنة 2012. يحمل الرقم 21. يبلغ طوله 6 قدم 0 بوصة (1.8 م).

## المسيرة الاحترافية
لعب مع أوكلاهوما سيتي بلو في موسم 2012–2013، ثم لعب مع تورو زغورجيلتس من سنة 2013 إلى 2015، ثم لعب مع ينسي كراسنويارسك في الدوري الروسي في موسم 2015–2016، ثم لعب مع ستراسبورغ أي جي في الدوري الفرنسي في سنة 2016.

## روابط خارجية
- توني تايلور على موقع الدوري الأوروبي لكرة السلة (الإنجليزية)
- توني تايلور على موقع سبورتس رفرنس (الإنجليزية)
- توني تايلور على موقع كرة السلة الأوروبية.كوم (الإنجليزية)
- توني تايلور على موقع كلية كرة السلة في سبورتس رفرنس.كوم (الإنجليزية)
- توني تايلور على موقع ريلجم (الإنجليزية)
- توني تايلور على موقع بروبوليرز (الإنجليزية)
- توني تايلور على موقع سبورتس رفرنس (الإنجليزية)
- توني تايلور على موقع سبورتس رفرنس (الإنجليزية)